# フタトゲチマダニ

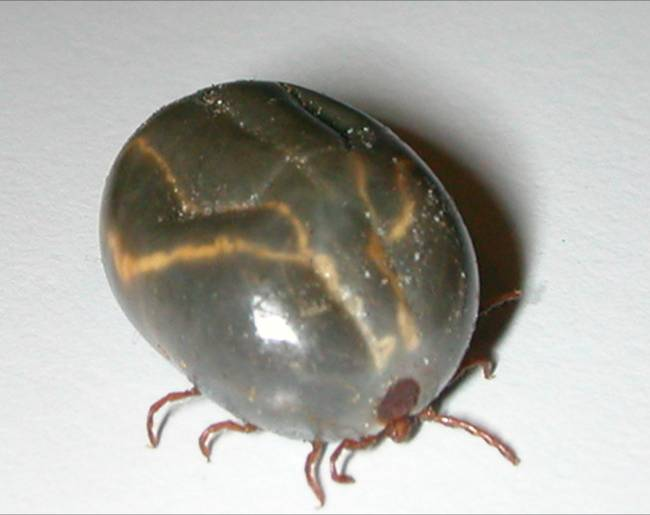
血を吸った雌のフタトゲチマダニ（1）

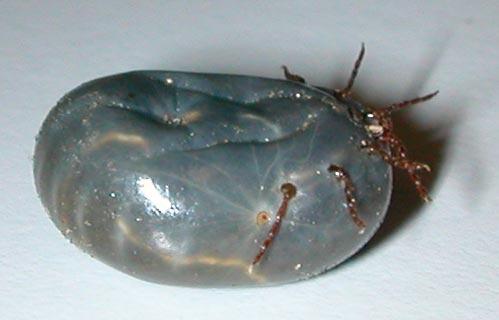
血を吸った雌のフタトゲチマダニ（2）

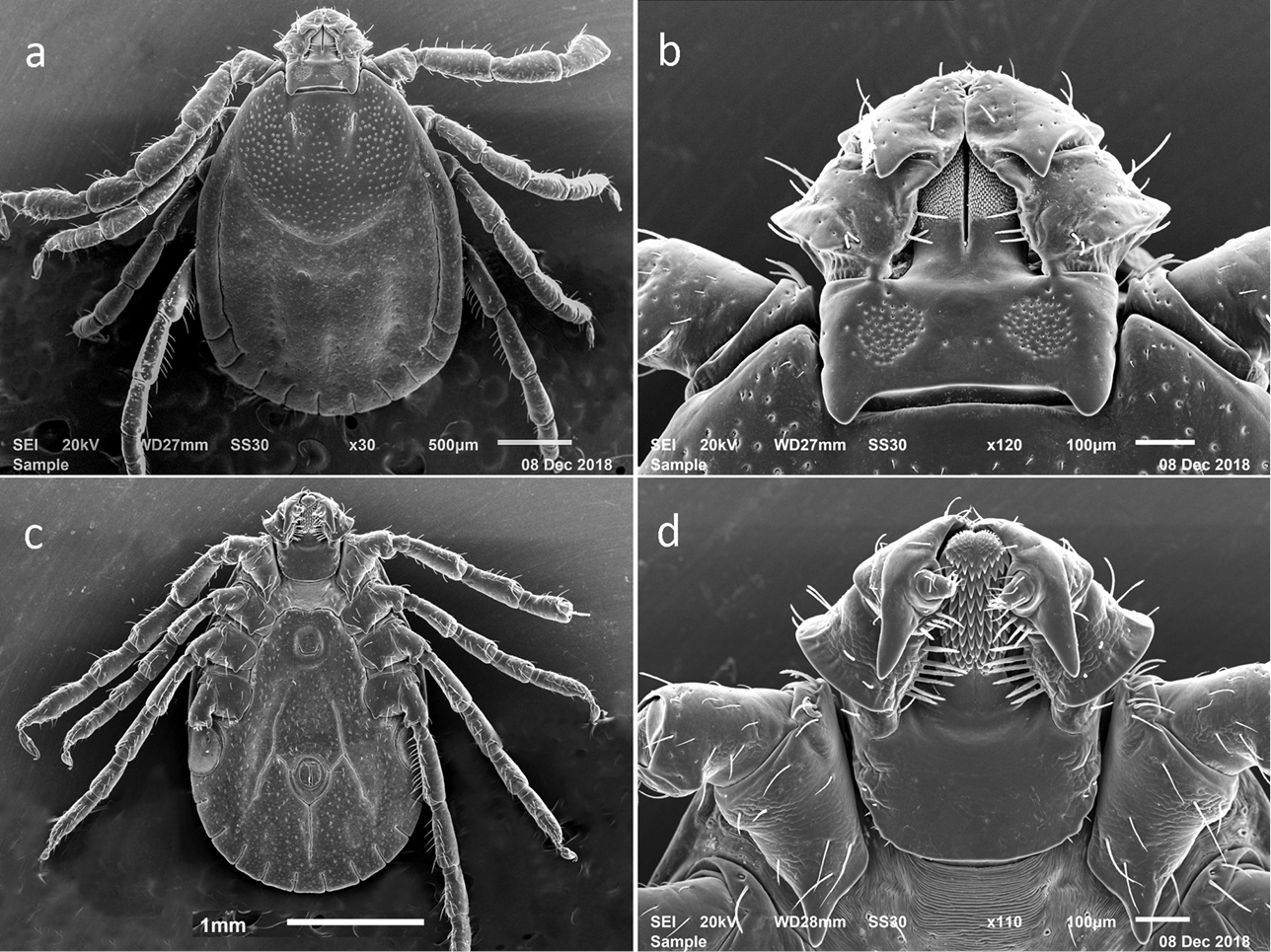
雌のフタトゲチマダニの走査型電子顕微鏡画像

フタトゲチマダニ（二刺血真蜱）は、節足動物門鋏角亜門クモ綱ダニ目マダニ亜目マダニ科チマダニ属に属するダニの一種である。重症熱性血小板減少症候群ウイルス（SFTSウイルス）の宿主の一つでもある。

## 分布
ロシアから東南アジア,オーストラリア,ニュージーランドにかけて広く分布。日本でも北海道から沖縄県八重山地方にかけて広く分布している。

## 形態
成虫で体長は約3mmだが、吸血すると約10mmになる。

## 生態
主な活動期は、5-10月。イネ科植物の茎や葉に生息し、草上で宿主が通るのを待つ。ウシ、ニホンジカ、イヌ、ヒト、鳥類などに寄生し約1週間程度吸血する。吸血できない場合は、適切な湿度があれば飢餓状態で1年から2年程度生きているが、その後も宿主に遭遇できない場合は餓死する。冬の間は幼虫や成虫の状態で、落ち葉の下などで越冬し、5月頃から活動を始める。鳥取県東部における未寄生個体の調査では、幼虫は夏～秋、若虫は春～夏、成虫は夏～秋に多く採集された

### 繁殖
フタトゲチマダニはマダニ科の中で唯一恒常的に単為生殖を行う。両性生殖を行う系統と単為生殖を行う2つの系統が存在し、オセアニアから東南アジアおよび日本に分布する系統は単為生殖系統（三倍体 n=30 - 35）で、両性生殖系統（二倍体 メス=22、オス=21）は西日本に分布する。交尾を行っても未受精卵と受精卵が産卵され、未受精卵からはメスが発生し、受精卵からはオスが発生する。つまり雌雄決定はアリやハチと同じ性決定様式である。また、日本における単為生殖系統の雌雄比率は、メス 500:オス 1とされオスも生殖能力を有しない。
メスは吸血後1ヶ月以内に産卵を行う。1頭のメスが、2000-3000個の約0.3mmになる卵を産む。産卵後、約3日でメスは死ぬ。ふ化した幼虫は、吸血と宿主からの脱落、脱皮を繰り返し、若虫の時期を経て成虫に成長する。

## 媒介する主な伝染病
- 日本紅斑熱[10]
- Q熱
- 重症熱性血小板減少症候群（SFTS）

また、その他にも犬や牛に感染する原虫病の一部（ピロプラズマ症）を媒介する。